# Danilo Gallinari
Danilo Gallinari (Sant'Angelo Lodigiano, 8. kolovoza 1988.) je talijanski profesionalni košarkaš. Igra na poziciji niskog krila, a trenutačno je član NBA momčadi Atlanta Hawksa.

## Karijera

#### Europa
Karijeru je započeo 2004. u talijanskom niželigašu Casalpusterlengou. 2005. potpisuje za Armani Jeans Milano, koji su ga poslali na posudbu u drugoligaša Edimes Paviu. Iako je za momčad Pavie odigrao tek drugom dijelu sezone (prvi dio propustio zbog ozljede), proaječno je u 17 odigranih utakmica postizao 14.3 poena, 3.4 skoka i 0.8 asista. Završetkom sezone 2005./06. natrag je vraćn u redove Olimpije Milano. S Olimpijom je igrao u prvoj talijanskoj ligi i u ULEB kupu.  U sezoni 2006./07. odigrao je 34 utakmice regularnog dijela talijanskog prvenstva i prosječno je postizao 10.9 poena, 4.0 skoka i 1.0 asist, a u doigravanju je odigrao još 8 utakmica i prosječno postizao 11.5 poena, 3.7 skoka i 0.9 asista. Krajem sezone proglašen je najboljim mladim talijanskim igračem do 22 godine. Uz to je 2007. sudjelovao na talijanskom All Staru, gdje je osvojio natjecanje u gađanju trica. 
Sljedeće sezone s Olimpijom je igrao i Euroligu. U Euroligi je odigrao 11 utakmica, a prosječno je postizao 14.9 poena, 4.2 skoka i 1.7 asista. Najbolju utakmicu odigrao je protiv Maccabia, kada je zabio 27 poena. Koncem euroligaške sezone, dobio je nagradu Euroleague Rising Star (Euroligaška zvijezda u usponu). Ona se svake godine prema glasovima trenera dodjeljuje najboljem igraču Eurolige mlađem od 22 godine. 

#### NBA
Izabran je u 1. krugu (6. ukupno) NBA drafta 2008. od strane New York Knicksa. S Knicksima je potpisao dvogodišnji ugovor. Več nakon samo jedne odigrane utakmice u sezoni 2008./09., Gallinari je izjavio da će najvjerojatnije propustiti ostatak sezone zbog ozljede leđa.  Usprkos leđnim problemima, Gallinari se na parket vratio se 17. siječnja 2009., u porazu Knicksa od Philadelphie. 4. ožujka 2009.,  Gallinari je postigao rekordnih 17 poena protiv Atlanta Hawksa, gađajući 4/5 za tricu.

## NBA statistika

#### Regularni dio
| Godina    | Klub            | Odig. uta. | Uta. poč. | Min. | 2P%  | 3P%  | Sl. bac.% | Skok. | Asist. | Ukr. lop. | Blok. | Poena |
| --------- | --------------- | ---------- | --------- | ---- | ---- | ---- | --------- | ----- | ------ | --------- | ----- | ----- |
| 2008./09. | New York Knicks | 28         | 2         | 14.7 | .448 | .444 | .963      | 2.0   | 0.5    | 0.5       | 0.1   | 6.1   |
| 2009./10. | New York Knicks | 81         | 74        | 33.9 | .42  | .381 | .818      | 4.9   | 1.7    | 0.9       | 0.7   | 15.1  |
| 2010./11. | New York Knicks | 25         | 25        | 33.8 | .400 | .377 | .909      | 4.6   | 1.7    | 0.7       | 0.4   | 15.3  |
| Ukupno    |                 | 134        | 101       | 29.9 | .421 | 387  | .853      | 4.2   | 1.4    | 0.8       | 0.5   | 13.2  |

## Vanjske poveznice
- Službena stranica (tal.) (engl.)
- Profil na NBA.com